# Йейлски център за детски изследвания
Йейлският център за детски изследвания е департамент в Медицинското училище на Йейлския университет.
Прави изследвания и осигурява клинично обслужване и медицинско обучение, свързани с детето и семейството. Темите на изследване включват аутизъм и свързаното с него разстройство, синдром на Турет, други педиатрични грижи за психичното здраве и невробиология.
Центърът е открит през 1911 г. като Йейлска клиника за детско развитие от Арнолд Гезел. Д-р Гезел, който се смята за бащата на детското развитие в САЩ, ръководи центъра до 1948 г.
Хилари Клинтън е доброволка в центъра за детски изследвания, докато е студентка в Йейлското правно училище.